# Теплостанская возвышенность
Теплостанская возвышенность — территория на юго-западе Москвы, на правом берегу реки Москвы. Высота до 255 м (в районе Тёплого стана и Узкого, самое высокое место Москвы), относительное возвышение над урезом Москвы-реки до 130 м. Сильно расчленена оврагами и балками. В пределах Теплостанской возвышенности берут начало реки Раменка, Сосенка и Очаковка и протекают Битца, Чертановка и Городня. На северо-западе выделяют Татаровские высоты, на севере — Воробьёвы горы, отделённые от основного массива древней долиной широтного направления. Небольшие участки сосновых лесов сохранились в долинах и балках; в междуречьях — лиственные леса (дуб, липа, берёза).
На Теплостанской возвышенности расположен природно-исторический парк «Битцевский лес». В пределах возвышенности находятся Тропарёво, Тёплый Стан, Коньково, Беляево-Богородское, Ясенево, Чертаново. На юго-западе возвышенности расположен Ульяновский лесопарк.